# El Vallenc
El Vallenc es un semanario fundado el 14 de abril de 1988 por Francesc Fàbregas, junto con otros colaboradores de la Radio Capital de la comarca tarraconense del Alto Campo (España). Actualmente se distribuye en el municipio de Valls y al resto de comarca del Alto Campo. La publicación cuenta con 112 páginas, 32 de las cuales son a color, y sale a la venta los viernes.

## Gran Gala del Vallenc
El semanario comarcal entrega sus propios premios desde 1999, año en el que resultaron premiados Josep Gomis Martí, Consejero de Gobernación y entonces Delegado del Gobierno de la Generalidad en Madrid; y Televisión de Cataluña, cuyo premio fue recogiro por Jordi Vilajoana. En la Gran Gala del Vallenc se rinde homenaje a aquellas personas que por el semanario enaltecen la ciudad de Valls o la comarca del Alto Campo. Desde 2011 el semanario convoca los primeros premios literarios de relatos cortos y artículos de opinión.

## Reconocimientos
El Vallenc fue galardonado por su tarea informativa en 1994 con el premio al mejor medio comarcal Ventura Gassol, que concede la Diputación de Tarragona. En el año 2001, el semanario recibió un nuevo premio Ventura Gassol. La Noche de Castells de 2007, organizada por la revista Castells, premió al semanario como mejor iniciativa colectiva para conseguir la creación de un museo de los castillos. En los primeros Premios de Comunicación de Tarragona, organizados por el Colegio de Periodistas el 2013, la publicación recibió el galardón a la Resistencia por no haber despedido ningún trabajador a pesar del contexto de crisis.

## Registro
El 9 de septiembre de 2017 su redacción fue registrada por efectivos de la Guardia Civil en busca de información relacionada con los preparativos del referéndum sobre la independencia previsto para el 1 de octubre de ese año. Su director fue imputado el mismo día por los presuntos delitos de desobediencia, prevaricación y colaboración en la malversación de caudales.